# Micropolypodium
Micropolypodium es un género de helechos perteneciente a la familia  Polypodiaceae.  Están descritas 30 especies de las cuales solo 22 han sido aceptadas hasta la fecha.

## Descripción
Todas las especies de Micropolypodium tienen segmentos (pinnas) con una nervadura única no ramificada o con sólo una ramificación acroscópica. Las hojas son lineares, generalmente de menos de 10 mm de ancho y a menudo de menos de 6 mm de ancho. El tipo es del Este de Asia, pero la mayor diversidad en el género está en los Neotrópicos, con las especies más numerosas y diversas en Mesoamérica, el Norte de Sudamérica y las Antillas.

## Taxonomía
Micropolypodium fue descrito por Bunzō Hayata y publicado en Botanical Magazine 42(499): 341. 1928. La especie tipo es: Micropolypodium pseudotrichomanoides (Hayata) Hayata. 

## Especies aceptadas
A continuación se brinda un listado de las especies del género Micropolypodium aceptadas hasta junio de 2012, ordenadas alfabéticamente. Para cada una se indica el nombre binomial seguido del autor, abreviado según las convenciones y usos:
- Micropolypodium aphelolepis (C.V. Morton) A.R. Sm.
- Micropolypodium basiattenuatum (Jenman) A.R. Sm.
- Micropolypodium blepharideum (Copel.) A.R. Sm.
- Micropolypodium caucanum (Hieron.) A.R. Sm.
- Micropolypodium cookii (Underw. & Maxon) A.R. Sm.
- Micropolypodium cornigera (Baker) X.C. Zhang
- Micropolypodium grisebachii (Underw. ex C. Chr.) A.R. Sm.
- Micropolypodium hyalinum (Maxon) A.R. Sm.
- Micropolypodium knowltoniorum (Hodge) A.R. Sm.
- Micropolypodium nimbatum (Jenman) A.R. Sm.
- Micropolypodium perpusillum (Maxon) A.R. Sm.
- Micropolypodium pulogense (Copel.) A.R. Sm.
- Micropolypodium serricula (Fée) A.R. Sm.
- Micropolypodium setosum (Kaulf.) A.R. Sm.
- Micropolypodium setulosum (Rosenst.) A.R. Sm.
- Micropolypodium sherringii (Baker) A.R. Sm.
- Micropolypodium sikkimensis (Hieron.) X.C. Zhang
- Micropolypodium taenifolium (Jenman) A.R. Sm.
- Micropolypodium trichomanoides (Sw.) A.R. Sm.
- Micropolypodium truncicola (Klotzsch) A.R. Sm.
- Micropolypodium williamsii (Maxon) A.R. Sm.
- Micropolypodium zurquinum (Copel.) A.R. Sm.